# Florence (Oregon)
Florence est une ville américaine située dans l'État de l'Oregon et dans le comté de Lane. Elle se trouve à l’embouchure de la rivière Siuslaw sur l’océan Pacifique et à mi-chemin entre Newport et Coos Bay le long de la route américaine 101.

## Histoire

### Occupations du territoire par des communautés amérindiennes
La région de Florence était à l’origine habitée par la tribu amérindienne Siuslaw.

### Origine du nom de la ville
Certains prétendent que la ville a été nommée d’après le sénateur de l’État A.B. Florence, qui a représenté le comté de Lane de 1858 à 1860.
Une autre affirmation est que Florence a été nommé d’après un navire français qui a fait naufrage à l’embouchure du fleuve Siuslaw le 17 février 1875.

### Baleine qui explose
Le 12 novembre 1970, Florence a été le site d’une scène célèbre, lorsque les autorités de la ville ont utilisé 20 caisses d’explosifs pour tenter de faire exploser une baleine échouée morte, avec des conséquences imprévues,,.
En 2020, les résidents ont voté pour nommer un nouveau parc Exploding Whale Memorial Park.

## Géographie et climat
Florence est située sur la côte de l’Oregon à l’embouchure de la rivière Siuslaw immédiatement au nord de l’Oregon Dunes National Recreation Area, à peu près à la même latitude que la ville d’Eugene. Il est à peu près à mi-chemin entre les autres grandes villes côtières du centre de l’Oregon de Newport et Coos Bay. Florence a annexé l’hôtel Driftwood Shores et le centre de conférence au nord de la ville à Heceta Beach en 2008.
La communauté non incorporée de Glenada se trouve juste en face de la Siuslaw sur la route américaine 101 au sud de Florence, et la ville de Yachats est à 23 miles (37 km) au nord.
Selon le Bureau du recensement des États-Unis, la ville a une superficie totale de 5,87 milles carrés (15,20 km2), dont 5,30 milles carrés (13,73 km2) de terres et 0,57 milles carrés (1,48 km2) d’eau.

## Démographie

### recensement de 2000
Selon le recensement de 2000, Florence comptait 7 263 habitants, 3 564 ménages, et 2 145 familles vivant dans la ville. La population était estimée à 8 270 habitants en 2007. La densité de population était de 1 476,3 personnes par mile carré (570,0 km2). Il y avait 4 174 unités de logement à une densité moyenne de 848,4 par mille carré (327,6 km2). La composition raciale de la ville était de 95,88 % de Blancs, 0,28 % d’Afro-Américains, 0,92 % d’Amérindiens, 0,55 % d’Asiatiques, 0,14 % d’insulaires du Pacifique, 0,56 % d’autres races et 1,67 % de deux races ou plus. 2,37% de la population était hispanique ou Latino de n’importe quelle race. Il y avait 3 564 ménages, dont 16,9 % avaient des enfants de moins de 18 ans, 48,6 % étaient des couples mariés, 9,3 % avaient une femme qui était parent isolé, et 39,8 % étaient des ménages non-familiaux. 34,4 % des ménages étaient constitués de personnes seules et 21,7 % de personnes seules de 65 ans ou plus. Le ménage moyen comportait 2,02 personnes et la famille moyenne avait 2,52 personnes.
Dans la ville, la dispersion de la population était de 16,8 % en dessous de 18 ans, 5,0 % de 18 à 24, 16,0 % de 25 à 44, 23,9 % de 45 à 64, et 38,2 % qui avaient 65 ans ou plus. L’âge médian était de 56 ans. Pour 100 femmes, il y avait 84,8 hommes. Pour 100 femmes de 18 ans et plus, il y avait 82,1 hommes. Le revenu médian par ménage de la ville était $30 505, et le revenu médian par famille était $36 784. Les hommes avaient un revenu médian de $30 962 contre $23 878 pour les femmes. Le revenu par habitant de la ville était $18 008. 14,4 % de la population et 10,0 % des familles vivaient sous le seuil de pauvreté. 25,9 % des moins de 18 ans et 8,3 % des 65 ans et plus vivaient sous le seuil de pauvreté.

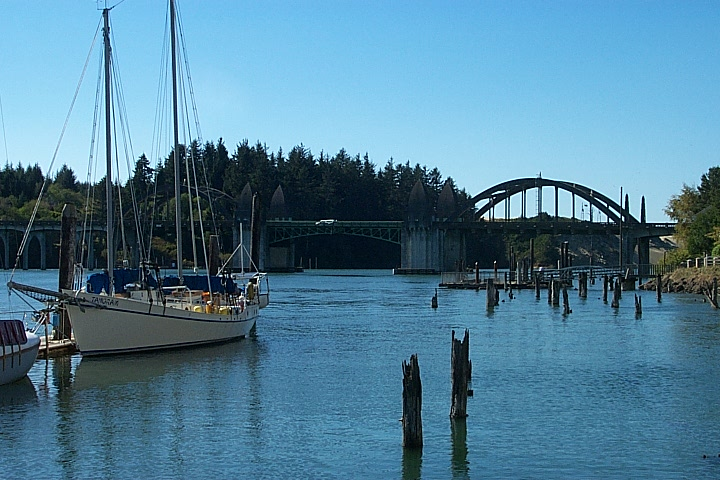
Front de mer de Florence

### recensement de 2010
Au recensement de 2010, Florence comptait 8 466 personnes, 4 226 ménages, et 2 374 familles vivant dans la ville. La densité de population était de 1 597,4 habitants par mile carré (616,8 km2). Il y avait 5 103 unités de logement à une densité moyenne de 962,8 par mille carré (371,7 km2). La composition raciale de la ville était de 92,5 % de Blancs, d’insulaires du Pacifique, de 1,4 % d’Amérindiens, de 1,0 % d’Asiatiques, de 0,3 % d’Afro-Américains, de 0,3 %, d’insulaires du Pacifique, de 1,4 % d’autres races et de 3,2 % de deux races ou plus. 5,4 % de la population était hispanique ou Latino de n’importe quelle race.[réf. nécessaire]

### recensement de 2020
La répartition ethnique était de 92.5 % d'Euro-Américains et 7,5 % d'autres races.

## Climat
| Données climatiques pour Florence, Oregon | Données climatiques pour Florence, Oregon | Données climatiques pour Florence, Oregon | Données climatiques pour Florence, Oregon | Données climatiques pour Florence, Oregon | Données climatiques pour Florence, Oregon | Données climatiques pour Florence, Oregon | Données climatiques pour Florence, Oregon | Données climatiques pour Florence, Oregon | Données climatiques pour Florence, Oregon | Données climatiques pour Florence, Oregon | Données climatiques pour Florence, Oregon | Données climatiques pour Florence, Oregon | Données climatiques pour Florence, Oregon |
| Mois                                      | Avril                                     | Fév                                       | Mars                                      | Avr                                       | Mai                                       | Juin                                      | Juil                                      | Août                                      | sept.                                     | Opo                                       | Novembre                                  | Dec                                       | Année                                     |
| ----------------------------------------- | ----------------------------------------- | ----------------------------------------- | ----------------------------------------- | ----------------------------------------- | ----------------------------------------- | ----------------------------------------- | ----------------------------------------- | ----------------------------------------- | ----------------------------------------- | ----------------------------------------- | ----------------------------------------- | ----------------------------------------- | ----------------------------------------- |
| Record de °F (°C)                         | 65 (18)                                   | 75 (24)                                   | 76 (24)                                   | 86 (30)                                   | 92 (33)                                   | 97 (36)                                   | 95 (35)                                   | 103 (39)                                  | 99 (37)                                   | 92 (33)                                   | 69 (21)                                   | 65 (18)                                   | 103 (39)                                  |
| Moyenne élevée °F (°C)                    | 49.1 (9.5)                                | 51.1 (10.6)                               | 52.9 (11.6)                               | 55.5 (13.1)                               | 60.1 (15.6)                               | 63.5 (17.5)                               | 67.9 (19.9)                               | 67.4 (19.7)                               | 66.3 (19.1)                               | 60.7 (15.9)                               | 53.4 (11.9)                               | 47.5 (8.6)                                | 58.0 (14.4)                               |
| Moyenne basse °F (°C)                     | 38.7 (3.7)                                | 37.2 (2.9)                                | 38.5 (3.6)                                | 39.8 (4.3)                                | 43.5 (6.4)                                | 46.4 (8.0)                                | 49.5 (9.7)                                | 49.3 (9.6)                                | 46.5 (8.1)                                | 44.0 (6.7)                                | 40.3 (4.6)                                | 37.4 (3.0)                                | 42.6 (5.9)                                |
| Enregistrement bas °F (°C)                | 14 (−10)                                  | 13 (−11)                                  | 19 (−7)                                   | 28 (−2)                                   | 31 (−1)                                   | 33 (1)                                    | 33 (1)                                    | 39 (4)                                    | 30 (−1)                                   | 24 (−4)                                   | 20 (−7)                                   | 9 (−13)                                   | 9 (−13)                                   |
| Précipitations moyennes pouces (mm)       | 10.22 (260)                               | 9.35 (237)                                | 9.33 (237)                                | 6.36 (162)                                | 3.87 (98)                                 | 2.85 (72)                                 | 0.51 (13)                                 | 1.07 (27)                                 | 2.26 (57)                                 | 5.95 (151)                                | 11.25 (286)                               | 12.50 (318)                               | 75,52 (1 918)                             |
| Chutes de neige moyennes en pouces (cm)   | 0.3 (0.76)                                | 0.1 (0.25)                                | 0 (0)                                     | 0.1 (0.25)                                | 0 (0)                                     | 0 (0)                                     | 0 (0)                                     | 0 (0)                                     | 0 (0)                                     | 0 (0)                                     | 0.1 (0.25)                                | 0 (0)                                     | 0.6 (1.5)                                 |
| Source : NOAA                             |                                           |                                           |                                           |                                           |                                           |                                           |                                           |                                           |                                           |                                           |                                           |                                           |                                           |

## Économie
L'activité principale de l’économie à Florence furent les secteurs d'activité primaires (pêche commerciale, exploitation forestière et agriculture). Aujourd'hui, c'est le tourisme qui est l'activité économique principale.
Certaines entreprises locales comprennent Sand Master Park, Mo’s Restaurants et Three Rivers Casino Resort, qui est géré par les tribus confédérées de Coos, Lower Umpqua et Siuslaw Indians. Le port de Siuslaw promeut la pêche commerciale, la navigation et le tourisme.
Environ un tiers de la population de Florence est composée de retraités.

## Transport

### Routes
- U.S. Route 101
- Route 126 de l’Oregon

### Aéroport
- Aéroport municipal de Florence

## Santé
L’hôpital Peace Harbor dessert l’ouest du comté de Lane. C’est aussi l’un des plus gros employeurs de la région.

## Jumelage
- Yamagata (Gifu) (Japon)[11]

## Source
- (en) Cet article est partiellement ou en totalité issu de l’article de Wikipédia en anglais intitulé « Florence, Oregon » (voir la liste des auteurs).